# Циліндрична змія плямиста
Циліндрична змія плямиста (Cylindrophis maculatus) — неотруйна змія з роду Циліндрична змія родини Циліндричні змії. Етимологія: лат. maculatus — плямистий, рябий, строкатий.

## Опис
Загальна довжина сягає 50 см. Голова невелика з великими вертикальними щитками, не відділена від тулуба шийним перехопленням. Зуби помірної довжини. Спинна луска гладенька, має 19—21 рядків. Хвіст короткий й тупий. Має чорне забарвлення тулуба з 2 рядками великих світло-бурих плям.

## Спосіб життя
Полюбляє лісові місцини, хащі, чагарники. Активна вночі. Веде рийний спосіб життя, значну частину часу проводить під землею. Харчується безхребетними.
Це яйцеживородна змія. Самиця народжує 2—3 дитинчат довжиною 12—13 см.

## Розповсюдження
Мешкає на о.Шрі-Ланка.